# Eteone barbata
Eteone barbata är en ringmaskart som beskrevs av Anders Johan Malmgren 1865. Eteone barbata ingår i släktet Eteone och familjen Phyllodocidae. Arten är reproducerande i Sverige. Inga underarter finns listade i Catalogue of Life.